# Soyuz T-2
Soyuz T-2 fue la segunda misión oficial de una Soyuz T y la primera tripulada. Fue lanzada el 5 de junio de 1980 desde el cosmódromo de Baikonur hacia la estación Salyut 6. Antes del atraque la tripulación tuvo que tomar el control manual del sistema de acoplamiento al fallar la computadora de a bordo.
El vuelo sirvió para probar los sistemas de a bordo durante un vuelo tripulado y durante el acoplamiento a la Salyut 6.

## Tripulación
- Yuri Malyshev
- Vladimir Aksyonov